# Psammolyce antipoda
Psammolyce antipoda är en ringmaskart som först beskrevs av Schmarda 1861.  Psammolyce antipoda ingår i släktet Psammolyce och familjen Sigalionidae. Utöver nominatformen finns också underarten P. a. anoculata.